# Sát Tất
Sát Tất (chữ Hán: 察必; chữ Mông Cổ: ᠴᠠᠪᠢ; Romaji: Čabui; khoảng năm 1216 - 20 tháng 3, 1281), Hoằng Cát Lạt thị, kế thất của Nguyên Thế Tổ Hốt Tất Liệt, nhưng là Hoàng hậu đầu tiên chính thức nhận sắc phong của triều đại nhà Nguyên trong lịch sử Trung Quốc.
Bà sinh 4 người con trai cho Hốt Tất Liệt, bao gồm Hoàng thái tử Chân Kim. Trong Thái miếu nhà Nguyên, bà là vị nữ nhân duy nhất phối thờ cùng Hốt Tất Liệt, sinh thời tình cảm phu thê vô cùng thâm hậu.

## Tiểu sử
Hoàng hậu thuộc bộ tộc Hoằng Cát Lạt (chỉ là tên bộ tộc, nhưng sách văn lấy tên làm họ cho bà), một trong những bộ tộc lớn nhất của Đế quốc Mông Cổ. Sử sách không ghi lại năm sinh của bà, chỉ ước tính khoảng năm Nguyên Thái Tổ Thành Cát Tư Hãn thứ 22 (1227). Bà là con gái Tế Ninh Trung Vũ vương Án Trần (按陳) và Vương phi Na Chân (哈真). Theo tư liệu gia tộc, Án Trần là anh của Bột Nhi Thiếp - một người vợ của Thành Cát Tư Hãn.
Năm Trung Thống nguyên niên (1260), Sát Tất được chọn làm Khả đôn của Hốt Tất Liệt - lúc này vẫn còn đang là Đại hãn của Mông Cổ, được liệt vào vị trí Đệ nhị Oát Nhĩ Đóa (第二斡耳朵), vì Đệ nhất được giữ cho Thiếp Cổ Luân, nguyên phối quá cố của Hốt Tất Liệt.
Năm Chí Nguyên thứ 10 (1276), tháng 10, sau khi Hốt Tất Liệt thành lập nhà Nguyên, bà nhận Hoàng hậu sách bảo. Từ đó Hậu cung nhà Nguyên có lệ, chỉ Hoàng hậu nào nhận sách bảo, mới được xem là ["Chính cung Hoàng hậu"; 正宮皇后], tức chính thê của Hoàng đế, do Hậu cung nhà Nguyên chỉ có 2 bậc là Hoàng hậu và Phi tần, số lượng người ở mỗi bậc không giới hạn, bậc Hoàng hậu của nhà Nguyên thường có hai người trở lên. Tôn hiệu đầy đủ của bà là Trinh Ý Chiêu Thánh Thuận Thiên Duệ Văn Quang Ứng Hoàng hậu (貞懿昭聖順天睿文光應皇后).
Năm Chí Nguyên thứ 18 (1281), ngày 29 tháng 2 âm lịch (tức ngày 20 tháng 3 dương lịch), Hoàng hậu Sát Tất băng thệ, không rõ bao nhiêu tuổi. Khi Nguyên Thành Tông kế vị, truy tôn thụy hiệu cho tổ mẫu là Chiêu Duệ Thuận Thánh Hoàng hậu (昭睿順聖皇后), phối thờ trong Thế Tổ miếu cùng Nguyên Thế Tổ Hốt Tất Liệt.
Sử sách ghi lại, Sát Tất sinh thời tính nhân minh, tùy sự khuyên can, am hiểu chính trị, đồng thời lại cần kiệm tự hạn chế, mọi chuyện dụng tâm, cũng thường xuyên ở bất đồng trường hợp, lấy bất đồng phương thức khuyên can Hốt Tất Liệt, nhắc nhở cho ông. Bà đem viện cũ bị bỏ hoang làm nơi dạy cung nhân dệt vải vóc. Khi Hốt Tất Liệt săn bắn than chói mắt, bà thường đem mũ che cho ông. Bà lại đặt ra thứ trang phục cho tiện việc cưỡi ngựa, cắt tay áo, trước ngắn sau dài, về sau chính là [Bỉ giáp; 比甲]. Bà còn là người thiện lương, khi quân Nguyên tấn công Lâm An của Nam Tống và bắt Tống Cung Đế cùng Thái hậu Tạ Đạo Thanh, cả triều hoan hỉ chúc mừng, Sát Tất lại không vui. Hốt Tất Liệt dò hỏi, bà đáp:「"Thiếp nghe từ xưa không có quốc gia nào trường tồn, con cháu ta không như của họ, là phước đức rồi"」. Mẹ của Cung Đế là Toàn Hoàng hậu sau khi bị bắt đến Đại Đô, khí hậu không hợp, thường sinh bệnh tật. Sát Tất Hoàng hậu thương cảm, nhiều lần khuyên can Hốt Tất Liệt trả về Giang Nam. Hốt Tất Liệt không đồng ý vì sợ Toàn hậu trở thành con bài chính trị cho phe phản Nguyên ở phía Nam, nên chỉ cho phép Hoàng hậu Sát Tất chiếu cố Toàn hậu.

## Sách dâng thụy hiệu
Sau khi Sát Tất qua đời, triều đình nhà Nguyên theo lệ Hán mà dâng thụy hiệu cho bà. Sách văn rằng:
| “                                               | 奉先思孝，臣子之至情；节惠易名，古今之大典。惟殷娥有明德之号，而周任著《思齐》之称。爰考旧章，式崇尊谥。恭惟先皇后，厚德载物，正位承天。隆内治于公宫，纲大伦于天下。曩事龙潜之邸，及乘虎变之秋。鄂渚班师，洞识事机之会；上都践祚，居多辅佐之谋。先物之明，独断于衷；进贤之志，允叶于上。左右我圣祖，建帝王之极功；抚育我前人，嗣社稷之重托。臣下之劝劳灼见，生民之疾苦周知。俪宸极二十年，垂慈范千万世。惟全美圣而益圣，宜显册书而屡书。不胜惓藐恳恳之诚，敬展尊尊亲亲之义，以扬盛烈，以对耿光。谨遣某官某奉玉册玉宝，上尊谥曰昭睿顺圣皇后。钦惟淑灵在天，明鉴逮下。增辉炜管，茂扬徽懿之音；合飨太宫，益衍寿昌之福。 . Phụng tiên tư hiếu, thần tử chi chí tình; tiết huệ dịch danh, cổ kim chi đại điển. Duy ân nga hữu minh đức chi hào, nhi chu nhậm trứ 《Tư tề》 chi xưng. Viên khảo cựu chương, thức sùng tôn thụy. Cung duy Tiên Hoàng hậu, hậu đức tái vật, chính vị thừa thiên. Long nội trị vu công cung, cương đại luân vu thiên hạ. Nẵng sự long tiềm chi để, cập thừa hổ biến chi thu. Ngạc chử ban sư, động thức sự cơ chi hội; thượng đô tiễn tộ, cư đa phụ tá chi mưu. Tiên vật chi minh, độc đoạn vu trung; tiến hiền chi chí, duẫn diệp vu thượng. Tả hữu ngã thánh tổ, kiến đế vương chi cực công; phủ dục ngã tiền nhân, tự xã tắc chi trọng thác. Thần hạ chi khuyến lao chước kiến, sinh dân chi tật khổ chu tri. Lệ thần cực nhị thập niên, thùy từ phạm thiên vạn thế. Duy toàn mỹ thánh nhi ích thánh, nghi hiển sách thư nhi lũ thư. Bất thắng quyền miểu khẩn khẩn chi thành, kính triển tôn tôn thân thân chi nghĩa, dĩ dương thịnh liệt, dĩ đối cảnh quang. Cẩn khiển mỗ quan mỗ phụng ngọc sách ngọc bảo, thượng tôn thụy viết Chiêu Duệ Thuận Thánh Hoàng hậu. Khâm duy thục linh tại thiên, minh giám đãi hạ. Tăng huy vĩ quản, mậu dương huy ý chi âm; hợp hưởng thái cung, ích diễn thọ xương chi phúc. | ” |
| — Sách thụy văn Chiêu Duệ Thuận Thánh Hoàng hậu | |   |

## Hậu duệ
1. Đóa Nhân Chỉ (朵儿只), mất sớm.
2. Chân Kim (真金), năm 1273 lập làm Thái tử. Mất năm 1286. Sinh phụ của Nguyên Thành Tông Thiết Mục Nhĩ.
3. Mang Ca Lạt (忙哥剌), tước An Tây vương (安西王).
4. Na Mộc Hãn (那木罕), tước Bắc An vương (北安王).